# Lliga tadjik de futbol
La Lliga tadjik de futbol és la màxima competició futbolística de Tadjikistan. El nom oficial és Ligai Olii Tojikiston (tadjik: Лигаи Олии Тоҷикистон, persa: لیگ عالی فوتبال تاجیکستان, rus: Высшая лига Таджикистана, en català: Lliga Superior de Tadjikistan). És organitzada per la Federació de Futbol del Tadjikistan. Fou creada l'any 1992.

## Patrocinadors
| Període      | Patrocinador       | Marca                 |
| ------------ | ------------------ | --------------------- |
| 1992–2015    | -                  | Ligai Tojikiston      |
| 2016         | Yovar Supermarkets | Ligai Tojikiston      |
| 2017         | MegaFon            | Ligai Tojikiston      |
| 2018         | Somon Air          | Ligai Tojikiston      |
| 2019         | Siyoma             | Ligai Olii Tojikiston |
| 2020–2022    | Coca-Cola          | Ligai Olii Tojikiston |
| 2023–present | 1xBet              | Ligai Olii Tojikiston |

## Clubs actuals
| Club           | Ciutat       |
| -------------- | ------------ |
| SKA Pamir      | Duixanbe     |
| FK Istaravshan | Istarawshan  |
| FC Istiklol    | Duixanbe     |
| Khatlon        | Qurghonteppa |
| FK Khujand     | Khujand      |
| Kuktosh        | Kuktosh      |
| FC Panjshir    | Kolkhozabad  |
| Regar-TadAZ    | Tursunzoda   |

## Historial
Font:

### Època soviètica
- 1937: Dinamo Stalinabad
- 1938-47: no es disputà
- 1948: Sbornaya Gissara
- 1949: Dinamo Stalinabad
- 1950: Dinamo Stalinabad
- 1951: Dinamo Stalinabad
- 1952: Profsoyuz Leninabad
- 1953: Dinamo Stalinabad
- 1954: Profsoyuz Leninabad
- 1955: Dinamo Stalinabad
- 1956: Metallurg Leninabad
- 1957: Taksobaza Stalinabad
- 1958: Dinamo Stalinabad
- 1959: Kuroma Taboshary
- 1960: Pogranichnik Dushanbe
- 1961: Vakhsh Kurgan-Tyube
- 1962: Pogranichnik Dushanbe
- 1963: DSA Dushanbe
- 1964: Zvezda Dushanbe
- 1965: Zvezda Dushanbe
- 1966: Volga Dushanbe
- 1967: Irrigator Dushanbe
- 1968: Irrigator Dushanbe
- 1969: Irrigator Dushanbe
- 1970: Pedagogichesky Institut Dushanbe
- 1971: TIFK Dushanbe
- 1972: Neftyanik Leninsky Rayon
- 1973: Politekhnichesky Institut Dushanbe
- 1974: SKIF Dushanbe
- 1975: SKIF Dushanbe
- 1976: SKIF Dushanbe
- 1977: Metallurg Regar
- 1978: Pakhtakor Kurgan-Tyube
- 1979: Trudovye Rezervy Dushanbe
- 1980: Chashma Shaartuz
- 1981: Trikotazhnik Ura-Tyube
- 1982: Trikotazhnik Ura-Tyube
- 1983: Trikotazhnik Ura-Tyube
- 1984: Trikotazhnik Ura-Tyube
- 1985: Vakhsh Kurgan-Tyube
- 1986: SKIF Dushanbe
- 1987: SKIF Dushanbe
- 1988: SKIF Dushanbe
- 1989: Metallurg Tursun-Zade
- 1990: Avtomobilist Kurgan-Tyube
- 1991: Sokhibkor Dushanbe

### Des de la independència
- 1992:  SKA-Pamir Dushanbe (1)
- 1993:  Sitora Dushanbe (1)
- 1994:  Sitora Dushanbe (2)
- 1995:  SKA-Pamir Dushanbe (2)
- 1996:  Dynamo Dushanbe (1)
- 1997:  Vakhsh Qughonteppa (1)
- 1998:  Varzob Dushanbe (1)
- 1999:  Varzob Dushanbe (2)
- 2000:  Varzob Dushanbe (3)
- 2001:  Regar-TadAZ Tursunzoda (1)
- 2002:  Regar-TadAZ Tursunzoda (2)
- 2003:  Regar-TadAZ Tursunzoda (3)
- 2004:  Regar-TadAZ Tursunzoda (4)
- 2005:  Vakhsh Qughonteppa (2)
- 2006:  Regar-TadAZ Tursunzoda (5)
- 2007:  Regar-TadAZ Tursunzoda (6)
- 2008:  Regar-TadAZ Tursunzoda (7)
- 2009:  Vakhsh Qughonteppa (3)
- 2010:  FC Istiklol (1)
- 2011:  FC Istiklol (2)
- 2012:  Ravshan Kulob (1)
- 2013:  Ravshan Kulob (2)
- 2014:  FC Istiklol (3)
- 2015:  FC Istiklol (4)
- 2016:  FC Istiklol (5)
- 2017:  FC Istiklol (6)
- 2018:  FC Istiklol (7)
- 2019:  FC Istiklol (8)
- 2020:  FC Istiklol (9)
- 2021:  FC Istiklol (10)
- 2022:  FC Istiklol (11)
- 2023:  FC Istiklol (12)
- 2024:  FC Istiklol (13)